# Uckerfelde
Uckerfelde är en kommun i Landkreis Uckermark i förbundslandet Brandenburg i Tyskland. 
Kommunen bildades den 31 december 2001 genom en sammanslagning av de tidigare kommunerna Bertikow, Bietikow, Falkenwalde och Hohengüstow.
Kommunen ingår i kommunalförbundet Amt Gramzow tillsammans med kommunerna Gramzow, Grünow, Oberuckersee, Randowtal och Zichow.